# Porphyrinia semiochrea
Porphyrinia semiochrea là một loài bướm đêm trong họ Noctuidae.